# Irkesjtam
Irkesjtam (Иркештам) är en ort i Kirgizistan. Den ligger på 2900 m höjd vid gränsen till Kina. Väg E60 slutar där. I närheten (längs E60) ligger Irkesjtam-passet på drygt 3500 m höjd.